# Ludwig von Dóczy

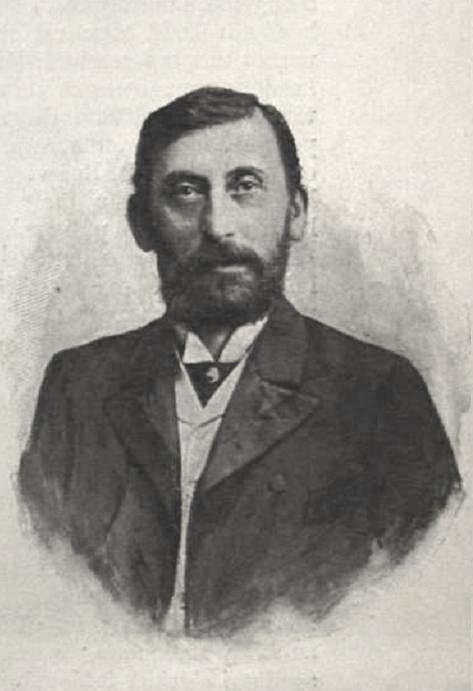
Ludwig von Dóczy.

Ludwig von Dóczy, ursprungligen Dux, född 29 november 1845 i Sopron, död 28 augusti 1918 i Budapest, var en ungersk-tysk friherre, författare och poet.
Dóczy kom som korrespondent för Die Presse till Budapest, var sedan i ministerpresidiets pressbyrå och blev 1871 avdelningschef under Gyula Andrássy d.ä. i utrikesdepartementet i Wien. Från 1901 ägnade han sig helt åt litteraturen. 
Bland Dóczys lustspel märks Der Kuss (1874), Gräfin Vera (1880) och Maria Szécsy (1885). Senare utgav han noveller, lyriska dikter och översättningar till ungerska av Goethes Faust, Friedrich Schillers dikter och Wallenstein.